# Tanoue Shinya
Shinya Tanoue (sinh ngày 5 tháng 2 năm 1980) là một cầu thủ bóng đá người Nhật Bản.

## Sự nghiệp câu lạc bộ
Shinya Tanoue đã từng chơi cho Kashiwa Reysol, Yokohama F. Marinos và Vegalta Sendai.